# 赫伯特·布魯默
赫伯特·乔治·布鲁默（Herbert George Blumer，1900年3月7日—1987年4月13日）是一名美国社会学家，主要研究兴趣在符号互动论和社会学研究方法。布鲁默相信社会实体是由个人通过集体或者个体的行动创造出来，而热衷于推广解读乔治·贺伯特·米德的社会心理学学说，并将其归为「符号互动论」。布鲁默在一系列文章中阐释发展了上述的思想脉络，后来这些文章中有许多整合到了其著作《符号互动论》中。他的作品中一直贯穿着一个主题，即主张社会实体的创造是一个持续的过程。另外，布鲁默也严厉批判社会学中的实证主义研究方法。

## 个人生平
赫伯特·布鲁默于1900年3月7日生于美国密苏里州圣路易斯。1905年，布鲁默随家人移居韦伯斯特格罗夫斯（Webster Groves）一处农场，但其父仍然每日来往圣路易斯经营橱柜生意，布罗默即在这样的环境中成长。布鲁默就读于韦伯斯特格罗夫斯高中，后于1918年至1922年间入读密苏里大学。高中时布鲁默父亲的木匠铺曾遭遇火灾，为恢复营生，布鲁默被迫辍学帮忙打理，当时布鲁默一直在经济问题和劳动中磨砺，至于如此。为筹集大学学费，其在暑假还要从事临时工的工作。在密苏里大学本科求学时，布鲁默有幸从学于社会学家查尔斯·艾尔乌德和心理学家马克斯·迈耶。
1921年布鲁默在密苏里大学获得学士学位，第二年又得到硕士学位，其后在密苏里大学争取到教职。1925年，布鲁默转投芝加哥大学，在其处渐而大受社会心理学家乔治·贺伯特·米德和社会学家威廉·艾萨克·托马斯、罗伯特·帕克等人的风化。1928年取得博士学位后，布鲁默接受芝加哥大学的教职，并在芝大跟从米德继续自己的研究，调研人与世界之间的互动，逐渐为此研究的前景而入神。在此布鲁默从1927年任教至1952年。
1930年至1935年，布鲁默任美国社会学协会的财务秘书，1941年至1952年又任美国社会学期刊编辑。二战期间，布鲁默曾担任美国国家钢铁工业的仲裁人，直到1945年成为仲裁委员会主席，任至1947年。1952年，布鲁默离开芝加哥大学，到伯克利加州大学主持发展新组建的社会学系。在伯克利，布鲁默受任为社会学系主席，其一直担任这一职位，直到1967年退休。布鲁默在1960年代奠定了伯克利加州大学社会学系的声望，由于这一贡献，其在去世后也受到赞扬。
1952年，布鲁默担任美国社会学协会第46任主席，就任致辞为论文《社会学分析与「变量」（Sociological Analysis and the “Variable”）》，1983年，获协会颁授杰出学者终身成就奖（Career of Distinguished Scholarship Award）。另外，1954年布鲁默当选社会问题研究协会主席，1971年当选太平洋社会学协会主席。据说他也是「马尔科姆·X唯一信得过的白人」。到1986年布鲁默为荣休教授，直到去世前不久仍然勤勉于著述与研究。1987年4月13日，赫伯特·布鲁默去世。

### 职业橄榄球运动经历
布鲁默在芝加哥大学期间，有相当一段时间（1925年至1933年，包括其攻读博士学位的全过程）在芝加哥红雀（Chicago Cardinals）作为职业球员效力。芝加哥红雀现名亚利桑那红雀，是美国全国橄榄球联盟的成员。布鲁默在1925年赛季中贡献两次达阵，第一次达阵在对阵密尔沃基獾队（Milwaukee Badgers）一场比赛第四节时，推进3码；第二次达阵则是在同獾队另一场比赛第二节时，向前推进30码以上。在队伍中布鲁默承担边锋、后卫以及其他一些位置的职责，整个职业运动生涯中得到过8、20、17、15一共四个球衣号码。在1925年赛季中，红雀队荣获联盟冠军——然而当季劲旅波茨维尔栗色队（Pottsville Maroon）因故被取消资格，这一队伍的过往成绩更好，故红雀的胜利至今有所争议。布鲁默获选进入了联盟1929年的最佳阵容（All-Pro Team）。到1933年退役为止，布鲁默参加过59场比赛。

### 历任职位[8]
- 美国钢铁公司及美国钢铁工人联合会仲裁委员会主席（1945年－1947年）
- 美国国务院战时新闻局首席联络员（二战期间）
- 伯克利加州大学社会学与社会制度系系主任（1952年）
- 社会问题研究协会主席（1954年）
- 美国社会学协会第46任主席
- 太平洋社会学协会（1971年）
- 互动出版社（Transaction Publishers）董事会主席

所获奖项
- 杰出学者终身成就奖（1983年）
- 伯克利表彰（1984年）

## 学养贡献

### 符号互动论
布鲁默提出「符号互动」（symbolic interaction）这一术语是在1937年，然而乔治·贺伯特·米德在芝加哥大学工作时，对这一社会分析的理论进路，于其早期发展即已大有贡献。布鲁默则将符号互动糅合到其于芝大的教学之中，而在保持这一理论传统的生命力上出力良多。其将自己论述符号互动论的文章集成一卷，在内将符号互动抽象成概念，合为三大要点：
- 人对于事物（包括其他个体）是基于认识到的意义而行动；[4][26]
  - 此处对行动者的主观认知有特别强调，因为诠释行动的正是他们；
  - 需要意识到，客体对于一个人的意义或者价值，同对另一个人的可能不一样——社会学家不应当将人的行动压缩成社会法则和规范；
  - 布鲁默强调这一点，是因为担忧我们对自己行动的主观意义有可能被社会的法则和规范遮蔽。
- 事物的意义，从人与他同伴之间所具有的社会互动中生发出来；[4]
  - 某事物的意义是社会的产物，因此并不是事物内部固有的。
- 人在处理所遇到的事物时使用诠释的过程，而意义者，是通过这一过程而引进、修正的。[3][4][26][27][28]
  - 将意义看作是行动者一系列的诠释行动；
  - 行动者给予客体以意义，基于这些意义采取相合的行动，之后又会修订意义指导未来的行动；
  - 行动者在心中和自己对话，这样决定出意义，在遇到超出常规的事情时尤其如此。[4]

布鲁默相信创造社会本身的，就是投身社会互动的人们。继之，社会事实也就只存在于人类经验的背景之下。他所谓符号互动的理论，按一些人提出的意见，是由此更接近于一套理论框架（建立在意义的特别重要性和个体之间的互动二者之上），不是适合应用的理论。
根据布鲁默的理论，个体之间的互动建立在自主的行动之上，这又是建立在行动者所赋予社会客体与/或者符号的主观意义之上。由此个体的行动者规范行为，基础是建立在他们于相关情境中而赋予客体和符号的意义之上。布鲁默提出的理论认为，指定客体的意义，这是一种进行中的、双重的过程。首先，是要辨认出在情境中具有意义的客体；其次，是要通过内部沟通的过程，决定去回应哪件具有意义的客体。既然认知到其他个人都一样平等自主，个体就使用从主观上生发出对他人（作为社会对象）的诠释，以预测特定行为的后果，并用这样预测性的洞见来为自己的行为作决策，希图达到自身的目标。因此，当个体的行动者之间，他们对组成了所处情境的客体达成共识，社会协作继而出现。社会结构，既是为个体的行动者们所造成的；也一样是根据行动者对各个个体的行动所作决定而造成的。有鉴于此，布鲁默认为，所谓社会不过一套潜在的可能或者人们在将来可能用得上的一些理念，仅仅在上述意思上存在。
意义、客体、行为之间这样复杂的互动，布鲁默反复强调它是人类才有的独特过程，因为它要求的是以对符号的诠释为基础的行为回应，不是以环境的刺激为基础的行为回应。因为社会生活是「流动而相互妥协的过程」，为了理解彼此，人类种群必须在内部投入符号的互动之中。布鲁默批判他那个年代的社会科学，因为当时的学界不用符号互动论，却将人类的决策压缩成社会地位、角色一类的社会压力，这样对人类种群作出错误的总结。布鲁默更钻研性灵的互动论，由之坚持认为，符号的意义并不普世，而是相当主观的、「附加」到符号和接受者上的，要取决于人们选择怎样诠释。

### 布鲁默的三种客体
思考对于符号互动论学者而言十分重要，这点可从此派学者对客体的观点看出。布鲁默将客体（object）定义作世界上「在那」的东西。客体的意涵如何，全看行动者如何定义。换句话说，不同的客体，依赖于个体而有着不同的意义。
- 物理的（一把椅子、一棵树）；
- 社会的（学生、母亲、朋友）；
- 抽象的（点子，或者道德原则）。[25]

### 符号互动论的概要原则
- 人类具有思想的本领；
- 这种思想的本领由社会互动塑造；
- 我们通过社会互动学到意义和象征符号，锻炼作为人而思考的本领；
- 这些意义和象征符号，为人类独特的行动与互动提供了基础；
- 修正意义和符号，是在诠释情境时发生的；
- 人类种群之所以有修正的本领，是因为人有和自身相互动的能力；
- 互动和行动相交缠，构成了团体和社会。[25]

## 对社会学研究方法的贡献
按布鲁默的观点，最可信最急需的社会学研究，是要通过质性的、民族学的方法论来开展的。有一种看法认为可靠的知识只有一种形式，只能从完全客观的视角才能得出，布鲁默一直坚决批判这种看法。布鲁默相信要研究人类的行为，在理论和方法论的进路上都必须将人看作是思考着、行动着、互动着的个体；也必须采纳这样的认识：是他们代表着人们所知的、社会创造的、人所经验到的世界。就社会学研究方法之传统的、建立在实证主义基础上的一套进路而言，布鲁默的观点直接挑战了它的思维过程，故围绕着布鲁默对经验研究的社会学进路，一直有许多争论。
布鲁默相信实证主义的方法用在社会研究上时，就产出对社会世界的经验事实毫无了解的成果。因为人们行动是面向这样的、建立在他们赋予不同客体的主观意义（符号互动论）之上的世界，无数个体也就建构出本就主观的无数世界。所以，「客观的」分析也本来就屈从于研究者自己的社会事实，只是记录研究者自身对社会互动所作出的假定，最终会产出偏倚的发现。而研究者要真正明白社会学意义上的现象，布鲁默则认为他们就必须明白他们研究的对象之对事实的主观诠释。
沿着这一逻辑，对于盲目运用传统上用在自然科学中的那些方法而开展的社会研究，布鲁默并不甚信任。这种质性的客观的分析，按他的看法是认识不到人和动物的区别的——特别是认知能力上的区别，这种能力用来有意识地考量观点、为客体加上意义，两个方面都使得人类能够在塑造自己的世界时，扮演能动的角色。因为社会是由个体间的互动、或者「协同行动/交流」（joint action/transaction）而构成的，那么真正经验意义上的事实，就是从人的互动发源。因此，结合背景来理解人的行动，就是可信的社会研究之本。
由此布鲁默呼吁这样的社会学调研，要共情地、主观地纳入研究对象的观点，从而推动了微观社会学的研究进路。总之，试图客观地理解社会世界，这等研究其中几乎没有可信之处，布鲁默感到对社会作客观的诠释，这样对研究者的社会位置本就会导向偏倚，故基本没有经验研究的价值。要忠于真实地发掘出不同于个人自我的、他的社会事实，观察者就必须留意框架，对社会事实的各种不同理解，也要开放。

### 宏观结构与微观结构
布鲁默相信，社会不是由宏观结构所组成的，毋宁说社会的实质要在微观结构中，特别是在行动者和他们的行动中才能找到。这些微观结构并不孤立，而是由组合体中的集体行动构成，这样诞生出了联合行动的概念。联合行动并不只是个体行动的加和，而有它自己的特性。布鲁默并不是排斥宏观结构的想法，而是转而注意成形（emergence）这一概念，所谓专注于我们更大的社会结构从更小者中成形，这样一种概念。布鲁默承认宏观结构重要，但在符号互动论中，其发挥的功能极其有限。所以他表示宏观结构比「框架」略丰富些，其中发生着社会生活中确实重要的方面（行动和互动）。再者按布鲁默的说法，宏观结构是重要的，因为塑造了个体行动于其中的环境；又提供了一套特定的象征符号，这样行动者就能够行动。布鲁默也并不否认文化或者社会秩序之类体系。综上，布鲁默表示，大规模的结构者，它们为对于社会、行动、互动而言至为重要的事物提供了框架。他不否认社会结构影响我们的行动这种观点，只是认为这种结构不决定我们的行动。

### 所提倡的研究方式
纵览布鲁默的工作和对符号互动论以及社会研究方法的注意，他提倡一种现代的研究方式，目的是使人更深远地理解社会，也能更深地明白为社会领航的能力。布鲁默倡议对社会生活作直接观察，要采访、要听人们的谈话、收听广播、收看电视、阅读报纸、读小说、读信、读其他书面的生活史，还要参阅公共记录、寻求颇为知情的参与者。人若要理解社会，这些布鲁默所提倡的方法可称有着必要的帮助。

### 社会学分析以及「变量」
1952年，布鲁默任美国社会学学会主席，就任致辞是论文《社会学分析以及「变量」》（Sociological Analysis and the “Variable”）。这篇论文里，布鲁默表达出他所见社会研究中变量分析的短处，提到：「于控制变量的选择而言，显著缺乏其规则、指导、限制、禁则」。总之他感到变量分析需要看得更慎重、更精准，这样来检视变量正确不正确、和手头的社会调研有没有连接。
以下是布鲁默不以其为广范的所谓广范变量：
- 常用的一类变量，对于和给定的历史文化背景相联系的客体，这类变量表示客体的分类；
- 抽象的社会学类别，例如「社会互动」；
- 特别的一套类别术语，例如「年龄、时间、权威」。

布鲁默认为这类短处严重但并不关键，随着经验的积累可以克服。这篇致辞意在质疑，在更广阔的尺度下研究人类群体时，变量分析的适合程度几何。

### 对托马斯和兹纳涅茨基的批判
1939年，布鲁默出版《社会科学研究批判：评估托马斯和兹纳涅茨基所作〈身处欧美的波兰农民〉》，批判的社会理论，在当时正时兴。布鲁默声言道，态度是主观的、价值则是与社会有关的集合元素，威廉·I·托马斯和弗洛里安·兹纳涅茨基没有成功将这二者作出合适的区分。他表示二人将两个术语互换着使用，由此理论不可靠了。解开主观的因素、客观的关联之间的纠缠并不容易，因为客观世界只有到了进入主观体验的范围中，才能够处理。布鲁默表示：
这个体系宣称说在先前存在的态度上有价值在作用，又生出新的态度；或者说先前存在的价值上作用着的态度又生出新的价值。术语都不明不白，区分不清，假定的构成原因的关系，也就变得可疑了。——
一句话，布鲁默意识到，在社会中态度和价值之间没有区分清楚，即使社会理论家，要区分二者也有难度。

### 集群行为
在罗伯特·帕克工作的基础上，布鲁默1939年发表文章，提出了社会学一个新的分支，即集群行为（collective behaviour）。这一研究领域现在已经十分成熟，所致力的是探究集群的行动以及行为中，没有为结成机构的结构或者架构所组织起来的那些。布鲁默的兴趣特别在于那些发生不能预测的事情、而扰乱了有标准的团体行为时，自发出现的那些集合协作。在他看来这种现象之后接连发生的事件，集合起来在社会不断的转变中就是一大关键要素。

### 种族偏见
布鲁默在《太平洋社会学评论》杂志1958年春季号上发表文章，题为《作为群体位置感受的种族偏见》（Race Prejudice as a Sense of Group Position），讨论他有关基于种族之偏见的理论。这一文章描述种族偏见如何由作为「单元」的种族群体代表出来，而非由「个人」如此——在心理学之类领域中，即经常以「个人」描述。布鲁默提出，种族偏见之所以形成，是基于统治群体（dominant group）和下级群体（subodinate group）的形成，而这些群体以单元形式作用，其中各自有影响力的个人又能代表全体，通过这些，偏见得以再生产。布鲁默概要地提出统治群体之所以处在统治地位，所具有的四种特性。首先，这一群体有凌驾其他群体的优越感；其次，这些人将下级群体定义为外人，论定他们在本质上不同；接下来，这一群体抱定礼仪感，由此为自身创造出特权或优势的地带；最后，统治群体还要创造出恐惧、怀疑的情感，疑心下级群体对统治阶级的特权有所谋划。 
布鲁默继续提出论点，认为对待另一群体中某个个人的方式，其与个人自身有关者少，而与此人之所从属的群体，其位置有关者多。布鲁默继续提及对待不同群体中个人的方式，将其描述成根据另一群体之位置而动的问题，其中一个群体中之人成为代表，和另一个群体中的代表相交流。 
接下来布鲁默表示统治群体要定义、再定义下级群体有多种方式。按他所言有两种主要途径。其一是明确地定义统治群体之于下级者的感觉，对此是通过复杂的交流沟通而完成之。这种途径采取对话的形式，同统治群体中其他的成员相交谈，所谈者诸如下级群体的闲聊之类事情。另一种方式则是将下级群体及其中成员包装成抽象的实在物，而其中存在的个人，他们的人格遭到剥离，下级群体由此得到再定义。这种对下级群体的抽象处理，按布鲁默粗略所列，有四种含义：其一，遭到抽象化的群体被安置于偏僻的地方，排除在日常互动之外，并通过立法手段加以强制；其二，和下级群体有关的某些特定的事受到大量强调，以其为能够定义下级群体的大事，这类过程在日常互动之外的背景下还要上演；其三，名人之类在公共场合中地位关键的角色，将统治群体的消息广为散播；最后，统治阶级施加强力使刻板印象如此流传，以获得专门的特权。 
布鲁默关于偏见的立论，是以末尾两段对其本质的记述作结的。他提出一种理论，认为统治群体的信息不再得到一贯的强制推行时，偏见就将瓦解，失去先前的威力。他又从反面论到，偏见是自无序的时代生发，这种无序，其结果是将下级群体充作替罪羊。

## 与乔治·贺伯特·米德的关系
布鲁默同乔治·贺伯特·米德的关系颇有名声。布鲁默追随米德的社会心理学研究，探索自我和社会之间的关系；搭建符号互动论一事，米德也深有影响。米德将社会心理学的主观领域转变成了布鲁默的社会学。布鲁默从米德那里受教得到的一个重要方面在于，我们既然要理解社会行动的意义，就一定要将自己放到别人站的角度上，这样才能真正了解别人的感觉中，哪些社会符号是重要的。然而，布鲁默也偏离了米德的研究，他倡议使用更着眼于微观的进路来研究社会学，注重个人符号化的意义和主观的意识。

## 查尔斯·艾尔乌德的影响
布鲁默对符号互动论的研究兴趣，最初来自他在密苏里大学的论文导师查尔斯·艾尔乌德。艾尔乌德的论文《社会革命的理论》（Theory of Social Revolutions，1922年）燃起了布鲁默对社会心理动力学的激情，贯穿了他的一生。艾尔乌德还将布鲁默引介给约翰·杜威、乔治·米德等人。

## 学界对布鲁默的批评
有许多人认为布鲁默的理论是对米德的简化和扭曲。不少当代的观点则将「布鲁默式的互动论」看作「老一套」，因为这一理论没有注意到性别问题（依女性主义者的批评）又过于保守。布鲁默在其研究《电影和生产》（1933年）中，发展了一套观察方法论，为社会学作出了贡献；这套方法论依靠电影式的视觉感知，称为符号互动论。通过将早期电影中充斥着的、有关色情影像的部分全部除去，通过对主题作出精神分析的解读，布鲁默自称所发展的研究范式科学客观地观察了社会。因为如此，一项研究通过考察女性主义电影，表示布鲁默的方法论表现得有如「无性」。这项研究同样提出，符号互动论需要更多地将种族、阶级、性别列入需要考虑的事项之中。更有观点认为布鲁默式的互动论，其社会建构主义的观点对人类生活的记述「过度社会化」了，低估乃至忽略了人的无意识行为。

### 对符号互动论的批评
布鲁默之符号互动论的理论固然迷人，但其主观、强调社会某些不同方面，以此种种特点仍然受到批评。有观点认为这一理论过于主观，对日日重复的生活强调过甚，同时注重个人的社会构建，却忽视了社会结构。更进一步的批评就建立在对社会结构的忽视之上，认为社会结构对个人行为本有冲击，符号互动论则引开了对这类冲击的注意力。这些社会结构包括国家、文化、经济之类。也有看法认为符号互动论倾向于忽略阶级关系及相异的社会阶层所带来的种种限制。布鲁默本人在某些方面也有过错，他拒绝将实例的文章收入书中，因此受到批评。他的想法是限制书籍篇幅，只论述较为概括的主题，而招致了大量的批判。

### 在经验研究方面的批评
- 布鲁默贡献的方法论，实际上难以执行；
- 在意义研究的方面，布鲁默既然回绝行为主义的研究进路，在符号互动论的框架内进行社会研究，本身在经验意义上就构成挑战。[3]

## 对布鲁默理论的应用

### DBO模型
雷扎·阿扎良（Reza Azarian）使用布鲁默定义情境的概念改善分析社会学中已有的「欲望-信念-机会」（Desire-Belief-Opportunity, DBO）模型。这项工作尝试为DBO模型打下基础，使之更可通过经验进行研究。由于分析社会学强调个人，如同布鲁默之强调行动单元，阿扎良表示布鲁默的框架可以协助确定行动者回应某种情境的感知和其一系列行动。DBO模型受到批评主要在于其分析的规范性不足，经验上也缺少验证。

### 集体情感
阿什莉·莱切尔曼（Ashley Reichelmann）考察布鲁默的群体位置理论（Group Position Theory, GPT）和其对成见所公认隐患的观点，将它们联系到当下对种族威胁的研究中。莱切尔曼论证布鲁默所大致列出的威胁，可如何用实验的研究设计以及量化的研究将其测出；又用变量分析和回归分析的方式，根据布鲁默的理论预测，说明集体威胁同其他集体情感有所区隔。莱切尔曼写道，布鲁默的框架和当代社会学家的研究方法之间实有相隔，希望使用布鲁默的想法可以将如今的张力看作一种集体情感，从而贯通这一间隔。

## 作品列表
- . 1933.
  - 学界已经视本作为在文化上影响重大的作品，在美国属于公有领域。[45]
- . New York: Macmillan and Company. 1933.
  - 学界已经视本作为在文化上影响重大的作品，在美国属于公有领域。 [45]
- . 1939.
  - 布鲁默在本作中批判托马斯与兹纳涅茨基的研究，认为二人未能成功分辨两个概念，即作为主观想法的态度和作为社会集体之构成元素的价值，以致他们的研究不可靠。
- . 1967.
  - 为社会心理学研究提供了社会行为主义的视角，特别注意到科学和心理学课题方面的语言机制问题。[45]
- . 1986.
  - 文集，在表述符号互动论时特别强调布鲁默的大前提：「人类面对事物采取行动，是建立在这些事物对他们所具有的意义之上；这些事物的意义，又源自人和他周围的人所作的社会互动；这些意义要处理、要修正，则通过解读的过程」。[45]
- . 1990.
  - 布鲁默逝世后出版，包括一篇透过符号互动论分析大规模社会组织的研究。[45]

### 文内引注
1. ↑  布鲁默将社会互动解释成行动者之间双方表现其行动。他将社会互动分为两类，即所谓「符号互动」和「非符号互动」。前者以自我互动为媒介，后者不需要。符号互动可看作是米德的术语体系中所谓「使用有意涵的符号」的等价，非符号互动则是米德所谓「姿势对话」的等价。然而桑原司（日语：桑原司）进行更精确的分析，论证至少有两种符号互动存在，且两者明显有差别：其一的符号互动，内中有意涵的符号尚不存在，而互动中的参与者尝试将其在现实中创造出来；其二的符号互动通过有意涵的符号作为中介，这些符号在先前的互动中已由参与者带入了现实。后者称作「互动真正的形态」或曰交流/协同行动。参此文。[33]

## 延伸阅读
- Baugh, Kenneth Jr. . Cambridge University Press. 1990. ISBN 978-0-521-38246-5.
- Coser, Lewis A. . New York: Harcourt Brace Jonanovich. 1977. ISBN 978-0-15-555130-5.
- Couch, Carl J.  . Contemporary Sociology. 1991, 20 (1): 160–161. JSTOR 2072168. doi:10.2307/2072168.
- Farganis, James.   5th. Boston: McGraw-Hill. 2008. ISBN 978-0-07-352813-7.
- Gerhardt, Uta.  . The American Sociologist. 2000, 31 (4): 34–64. S2CID 144008320. doi:10.1007/s12108-000-1010-3.
- Gonsalves, Peter.  . London: Sage. 2010. ISBN 978-81-321-0310-3.
- Gonsalves, Peter.  . London: Sage. 2012. ISBN 978-81-321-0735-4.
- Griffin, E. . New York: The McGraw-Hill Companies. 1997. ISBN 9780070228221.
- Hammersley, Martyn.  . London: Routledge. 1989.
- Hammersley, Martyn.  . Journal of Contemporary Ethnography. 1989, 18 (2): 133–159.
- Keys, David; Maratea, R. J.  . Journal of the History of the Behavioral Sciences. 2011, 47 (2): 173–186. PMID 21462195. doi:10.1002/jhbs.20494.
- Larson, Calvin J. . Bayside, NY: General Hall. 1986. ISBN 978-0-930390-72-3.
- Lyman, Stanford M.; Vidich, Arthur J. . The University of Arkansas Press. 1988. ISBN 9780938626879.
- Ritzer, George. . New York: McGraw Hill. 1996. ISBN 978-0-07-053017-1.